# Newworldson
Newworldson es una banda canadiense de soul y música cristiana contemporánea formada en un bar de jazz en St. Catharines, Ontario, Canadá. Hasta la fecha han lanzado cuatro álbumes de estudio y han ganado premios en los Covenant Awards y Premios Juno.
La alineación original consistió de Joel Parisien, Mark Rogers, Josh Toal y Rich Moore, hasta que estos dos últimos dejaron la agrupación en 2012.

## Historia
Antes de la fundación de Newworldson, los cuatro integrantes fundadores eran músicos que se ganaban la vida presentándose en locales y cantinas. Joel Parisien era agnóstico, pero luego se convirtió al cristianismo y empezó a componer canciones y a cantar en solitario; Mark Rogers se bautizó a los doce años en una iglesia pentecostal y fue el baterista de una banda de funk para luego tocar electro-pop y hip-hop; Josh Toal sobrevivió a un accidente de motocicleta que casi le cuesta la vida y se convirtió en creyente, era un prodigio de la guitarra en el género blues e integró un grupo de ska/reggae; Rich Moore creció como católico y volvió a las creencias cristianas después de una tragedia familiar, más tarde tocó en algunas bandas de rock y tríos de jazz.
Después de conocerse, empezaron en un local de Ontario, tocando para público cristiano y no cristiano. En una entrevista para Jesus Freak Hideout, el vocalista Joel Parisien explicó el origen del nombre de la banda. América fue conocida como el Nuevo Mundo (New World) por los exploradores europeos. Los mismos que suprimieron a varios indígenas e importaron esclavos africanos. Los mismos esclavos que tuvieron que olvidar su idioma y sus tambores para aprender el idioma de sus capataces, el saxofón, la guitarra y los acordes de la música folk para crear el góspel y blues. La música soul es única en el Nuevo Mundo porque se originó en pleno sufrimiento, opresión y liberación, tiene una pasión universal. Para los cristianos el término "Hijo" (Son) en nuestro nombre es obvio. La parte "Nuevo Mundo" (New World) alude al libro bíblico de Apocalipsis capítulo 21.
Newworldson lanzó su primer álbum en 2006. Titulado como Roots Revolution, el disco y el sonido único de la banda le dio premios al grupo (Mejor artista nuevo y álbum roots/folk del año en los Covenant Awards de Canadá) y la oportunidad de abrir los conciertos de Newsboys en su exitoso GO Tour por toda América. En 2008 bajo el sello Inpop Records, lanzaron Salvation Station, que fue elegido como uno de los veinte mejores álbumes cristianos de 2008 según Cross Rhythms, mientras que Christianity Today lo ubicó en el tercer puesto de su lista de mejores discos cristianos de 2008. El álbum llegó al puesto 26 en el chart de Top Heatseekers de Billboard y en el puesto 34 de Christian Albums. Ese mismo año son nominados por primera vez a los Premios Juno.
El tercer álbum se tituló Newworldson y fue lanzado en 2010. Contiene el sencillo «There is a Way», que sonó en las radios AC y alcanzó la segunda ubicación del chart de Christian Songs de Billboard en marzo de 2010. Los temas «You Set The Rhythm», «Listen To The Lord», «Rocky Road» y «That's Exactly (How I Like It)» también sonaron en las radios cristianas.
El 17 de abril de 2012, lanzaron una última producción hasta el momento, titulada Rebel Transmission, de la cual destaca el sencillo «Learning To Be The Light», que le permitió al grupo llevarse dos premios (canción pop/contemporánea del año y canción del año) en la edición de 2012 de los Covenant Awards. En octubre de 2012 y después de siete años como bajista de Newworldson, Rich Moore dejó la banda "agradecido con sus amigos y con la música". El segundo en anunciar su partida fue Josh Toal asegurando que debía "pasar al siguiente capítulo".

## Miembros de la banda

### Actuales
- Joel Parisien – Vocalista y teclados (2006 – presente)
- Leroy Emmanuel – Guitarra y voz de apoyo (2013 - presente)
- John Irvine – Bajo y voz de apoyo (2013 – presente)
- Darryl Dixon – Saxofón alto  (2013 – presente)
- Dave Watson – Saxofón barítono y tenor  (2013 – presente)
- Mark Rogers – Batería (2006 – presente)

### Exmiembros
- Joshua Franklin Toal – Guitarra y voz de apoyo (2006 – 2012)
- Rich Moore – Bajo, contrabajo y voz de apoyo (2006 – 2012)

## Discografía

### Álbumes
Álbumes de estudio
| 2006                                                     | Roots Revolution   | —  | —  | —  | 32 |
| 2008                                                     | Salvation Station  | 34 | 40 | 26 | 17 |
| 2010                                                     | Newworldson        | 15 | 20 | 8  | 10 |
| 2012                                                     | Rebel Transmission | 38 | 57 | 26 | —  |
| "—" denota que el lanzamiento no logró entrar en listas. |                    |    |    |    |    |

### Sencillos
| 2007                                                     | «Salvation Station»            | —  | —  | —  | —  | —  | Salvation Station  |
| 2008                                                     | «Workin' Man»                  | —  | —  | —  | —  | —  | Salvation Station  |
| 2008                                                     | «Sweet Holy Spirit»            | —  | —  | —  | —  | —  | Salvation Station  |
| 2010                                                     | «There is a Way»               | 2  | 3  | 2  | 17 | 21 | Newworldson        |
| 2010                                                     | «That's Exactly How I Like It» | —  | —  | —  | —  | —  | Newworldson        |
| 2012                                                     | «Learning To Be The Light»     | 3  | 2  | 4  | 21 | —  | Rebel Transmission |
| 2012                                                     | «Today»                        | 43 | 23 | 29 | —  | —  | Rebel Transmission |
| "—" denota que el lanzamiento no logró entrar en listas. |                                |    |    |    |    |    |                    |

## Premios y nominaciones
| Año  | Premio                       | Categoría                                    | Trabajo nominado           | Resultado |
| ---- | ---------------------------- | -------------------------------------------- | -------------------------- | --------- |
| 2008 | Premios Juno                 | Álbum cristiano/góspel contemporáneo del año | Roots Revolution           | Nominados |
| 2009 | Premios Juno                 | Álbum cristiano/góspel contemporáneo del año | Salvation Station          | Nominados |
| 2011 | Premios Juno                 | Álbum cristiano/góspel contemporáneo del año | Newworldson                | Nominados |
| 2013 | Premios Juno                 | Álbum cristiano/góspel contemporáneo del año | Rebel Transmission         | Nominados |
| 2007 | Covenant Awards              | Artista nuevo del año                        | Newworldson                | Ganadores |
| 2007 | Covenant Awards              | Canción folk/roots del año                   | «Babylon Is Gonna Fall»    | Nominados |
| 2007 | Covenant Awards              | Álbum folk/roots del año                     | Roots Revolution           | Ganadores |
| 2007 | Covenant Awards              | DVD musical del año                          | Roots Revolution           | Nominados |
| 2008 | Covenant Awards              | Canción del año                              | «Salvation Station»        | Nominados |
| 2008 | Covenant Awards              | Canción grabada del año                      | «Salvation Station»        | Nominados |
| 2008 | Covenant Awards              | Grupo del año                                | Newworldson                | Nominados |
| 2008 | Covenant Awards              | Artista del año                              | Newworldson                | Nominados |
| 2008 | Covenant Awards              | Álbum del año                                | Salvation Station          | Nominados |
| 2008 | Covenant Awards              | Canción folk/roots del año                   | «Salvation Station»        | Nominados |
| 2008 | Covenant Awards              | Álbum folk/roots del año                     | Salvation Station          | Ganadores |
| 2009 | Covenant Awards              | Canción del año                              | «Working Man»              | Nominados |
| 2009 | Covenant Awards              | Grupo del año                                | Newworldson                | Ganadores |
| 2009 | Covenant Awards              | Artista del año                              | Newworldson                | Nominados |
| 2010 | Covenant Awards              | Canción del año                              | «There Is A Way»           | Nominados |
| 2010 | Covenant Awards              | Canción grabada del año                      | «There Is A Way»           | Ganadores |
| 2010 | Covenant Awards              | Grupo del año                                | Newworldson                | Nominados |
| 2010 | Covenant Awards              | Artista del año                              | Newworldson                | Nominados |
| 2010 | Covenant Awards              | Álbum del año                                | Newworldson                | Nominados |
| 2010 | Covenant Awards              | Canción pop/contemporánea del año            | «There Is A Way»           | Ganadores |
| 2010 | Covenant Awards              | Canción folk/roots del año                   | «Do You Believe In Love?»  | Nominados |
| 2010 | Covenant Awards              | Álbum folk/roots del año                     | Newworldson                | Ganadores |
| 2012 | Covenant Awards              | Canción del año                              | «Learning To Be The Light» | Ganadores |
| 2012 | Covenant Awards              | Grupo del año                                | Newworldson                | Nominados |
| 2012 | Covenant Awards              | Artista del año                              | Newworldson                | Nominados |
| 2012 | Covenant Awards              | Álbum del año                                | Rebel Transmission         | Nominados |
| 2012 | Covenant Awards              | Álbum folk/roots del año                     | Rebel Transmission         | Ganadores |
| 2012 | Covenant Awards              | Canción pop/contemporánea del año            | «Learning To Be The Light» | Ganadores |
| 2012 | Covenant Awards              | Canción urbana/R&B/soul del año              | «Shake Holy Spirit»        | Ganadores |
| 2012 | Covenant Awards              | Video del año                                | Learning To Be The Light   | Nominados |
| 2013 | ASCAP Christian Music Awards | Una de las canciones más reproducidas        | «Learning To Be The Light» | Ganadores |